# Мемориал жертвам террора в Израиле
Мемориал жертвам террора в Израиле (ивр. אנדרטת חללי פעולות האיבה והטרור בישראל‎) — мемориальный комплекс в Израиле, памятник всем гражданским жертвам терроризма в современном Израиле и в Земле Израильской до образования государства, начиная с 1851 года и по сей день.
Мемориал был учреждён на Национальном гражданском кладбище государства Израиль на горе Герцля в Иерусалиме, в 1998 году. Одновременно с этим Йом Ха-Зикарон, израильский День памяти, был официально переименован в День памяти павших солдат и жертв террора. Мемориал расположен на полпути между могилами военнослужащих и могилой убитого Премьер-министра Израиля Ицхака Рабина. Он содержит перечень имён евреев и людей других национальностей, которые были убиты при террористических актах.
Согласно израильскому политологу Мерону Бенвенисти, мемориал представляет собой не столько точный перечень «жертв террора», сколько попытку придать новую форму коллективной памяти. Например, один из поименованных в списке жертв был убит арабами в 1851 году, после того как он подал оттоманским правителя прошение об их выселении из их дома в Старом городе, в преддверии строительства синагоги «Хурва». В числе других — еврейские жертвы 1946 взрыва в гостинице «Царь Давид», осуществлённого Иргуном — еврейской военизированной группой. Критерии включения в категорию жертв «враждебных действий» определяются Национальным институтом страхования.

## История
Мемориал стал результатом стихийного массового движения, имевшего целью заставить израильское правительство отдать должное гражданским жертвам террора, так же, как оно делает это в отношении солдат, павших при исполнении служебного долга. До сооружения мемориала семьи, лишившиеся близких, устанавливали собственные мемориальные таблички и знаки на тех местах, где происходили террористические акты. После того, как в 1970-х годах от правительства удалось добиться назначения пенсий пенсий семьям жертв террора, была развёрнута кампания за включение мемориальной церемонии, посвящённой гражданским жертвам террора, в число официальных государственных церемоний Дня памяти на военном кладбище на горе Герцля. Эта идея встретила сильное сопротивление со стороны семей павших солдат, однако в 2000 году был достигнут компромисс — проводить церемонию памяти жертв террора на два часа раньше церемонии, посвящённой павшим солдатам. Эти две церемонии до сих пор проводятся по отдельности.
Мемориал изображён на израильской марке достоинством 4,70 шекелей, выпущенной в феврале 2003 года.

### Визит папы Франциска
26 мая 2014 года, между посещениями горы Герцля и Яд ва-Шем во время своего 3-дневного визита на Ближний восток, папа Франциск принял предложение Премьер-министра Биньямина Нетаньяху отклониться от маршрута, чтобы посетить Мемориал жертвам террористических актов, где папа дотронулся до стены мемориала и совершил молитву. Нетаньяху показал папе мемориальную табличку в честь 85 жертв взрыва в AMIA в Буэнос-Айресе, родном городе папы, в 1994 году.

## Дизайн

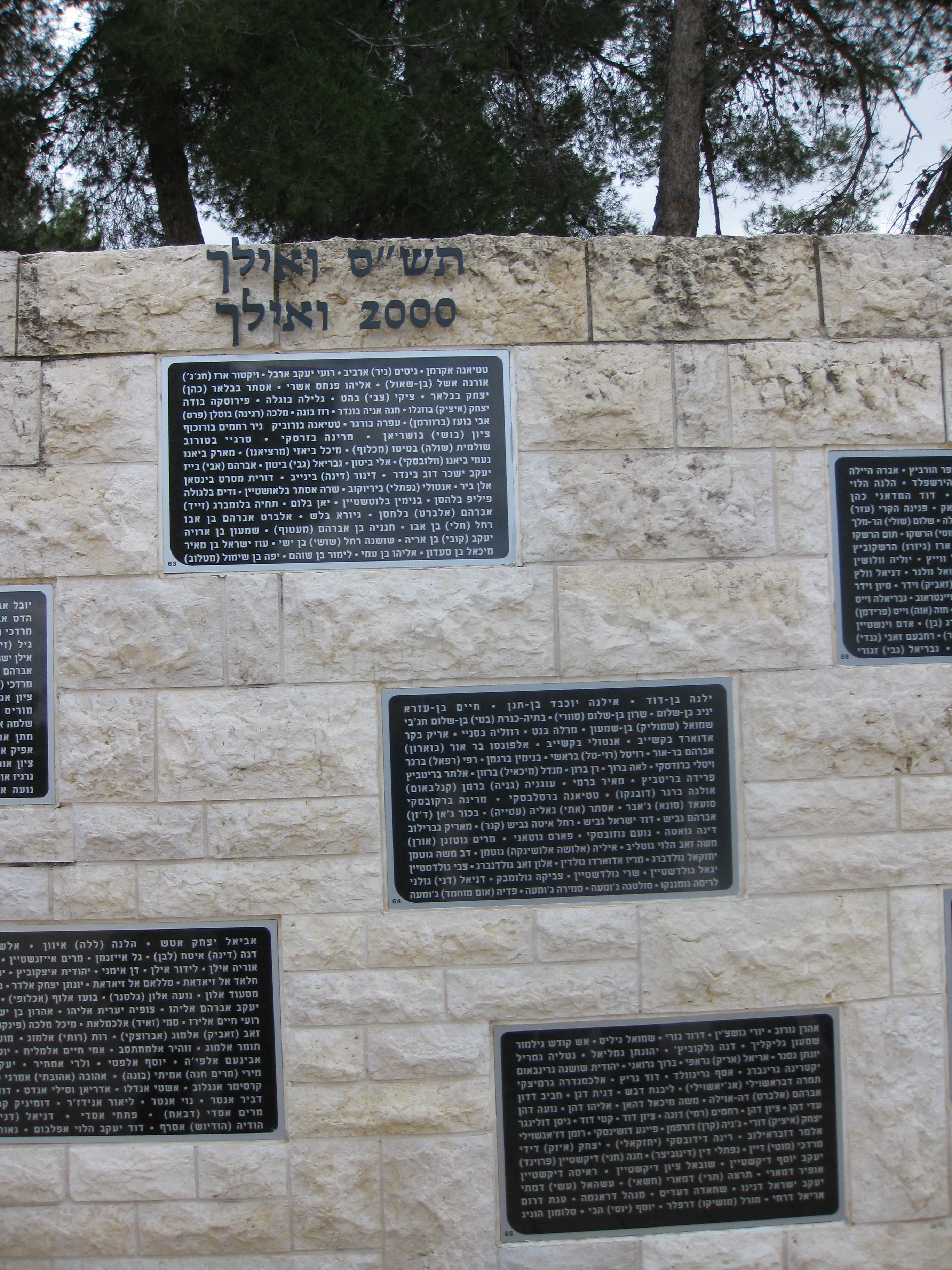
Крупный план табличек, содержащих перечень имён жертв террора начиная с 2000 года и далее.

Мемориал жертвам террора, выполненный в виде последовательности каменных стен, был спроектирован архитекторами Моше и Ритой Орен. Он был сооружён Институтом национального страхования Израиля и Министерством обороны Израиля в сотрудничестве с Израильской ассоциацией жертв террора, юридическим представителем жертв террора и их семей. Дизайн призван символизировать «противостояние еврейского народа тем, кто желает положить конец его существованию».
На чёрных мраморных табличках общим числом 78 штук, вмонтированных в каменные стены, выгравированы имена евреев и неевреев — жертв террористических атак в Израиля. Таблички сгруппированы согласно следующим временным промежуткам: 1851—1919 годы; 1920—1929; 1930—1939; 1940—1947; 1947—1949; 1950—1959; 1960—1969; 1970—1979; 1980—1989; 1990—1999; 2000—2009; октябрь 2009 — настоящее время. На таблички от 1 до 60, которые увековечивают память гражданских жертв террора, погибших до конца 1999 года, накануне Йом Ха-Зикарон 2006 года была нанесена постоянная гравировка. Остальные таблички, увековечивающие память жертв, погибших начиная с 2000 года и далее, представляют собой временные указатели, на которые постоянная гравировка будет нанесена после получения разрешения от семей жертв.

## Галерея

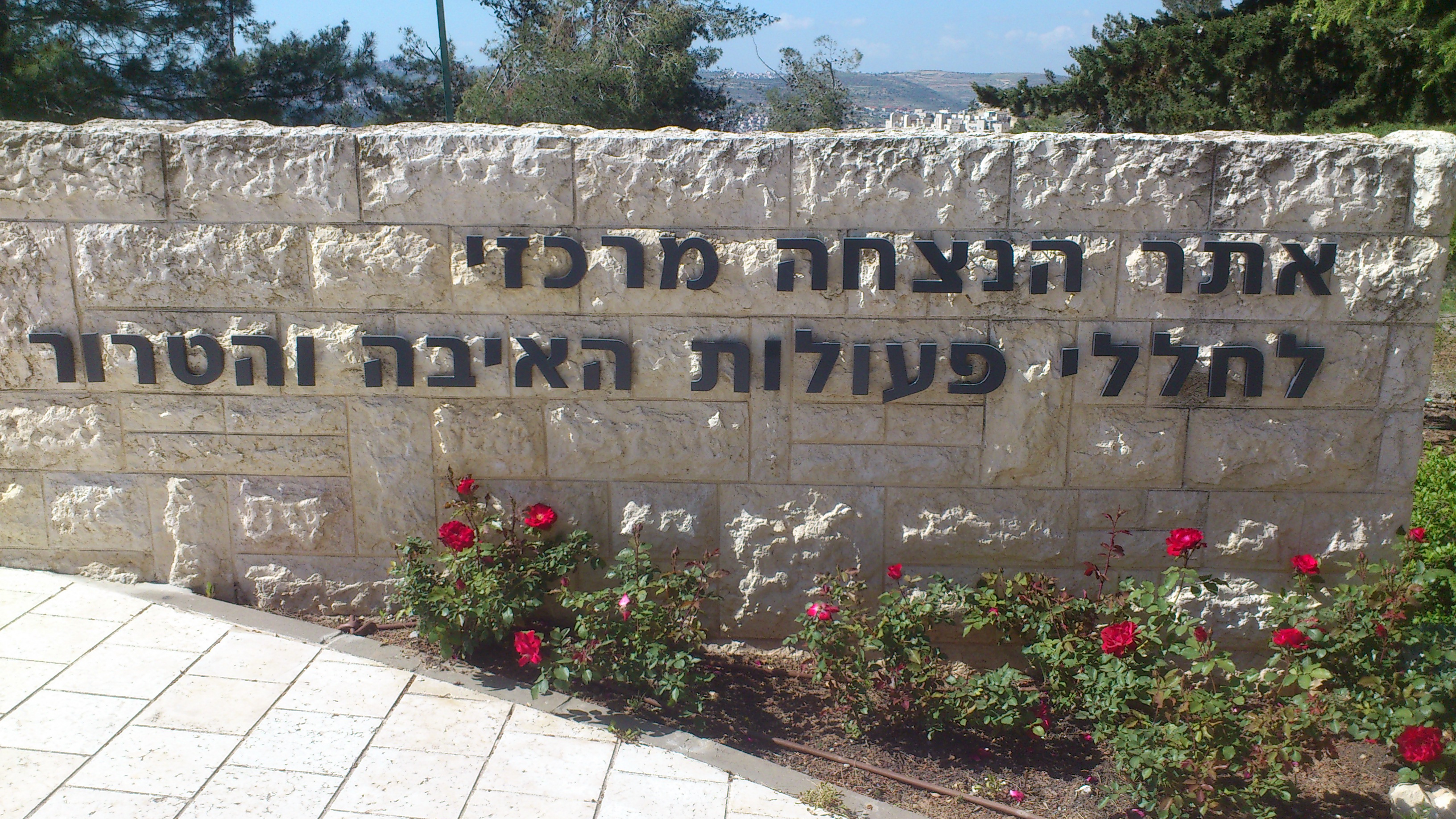
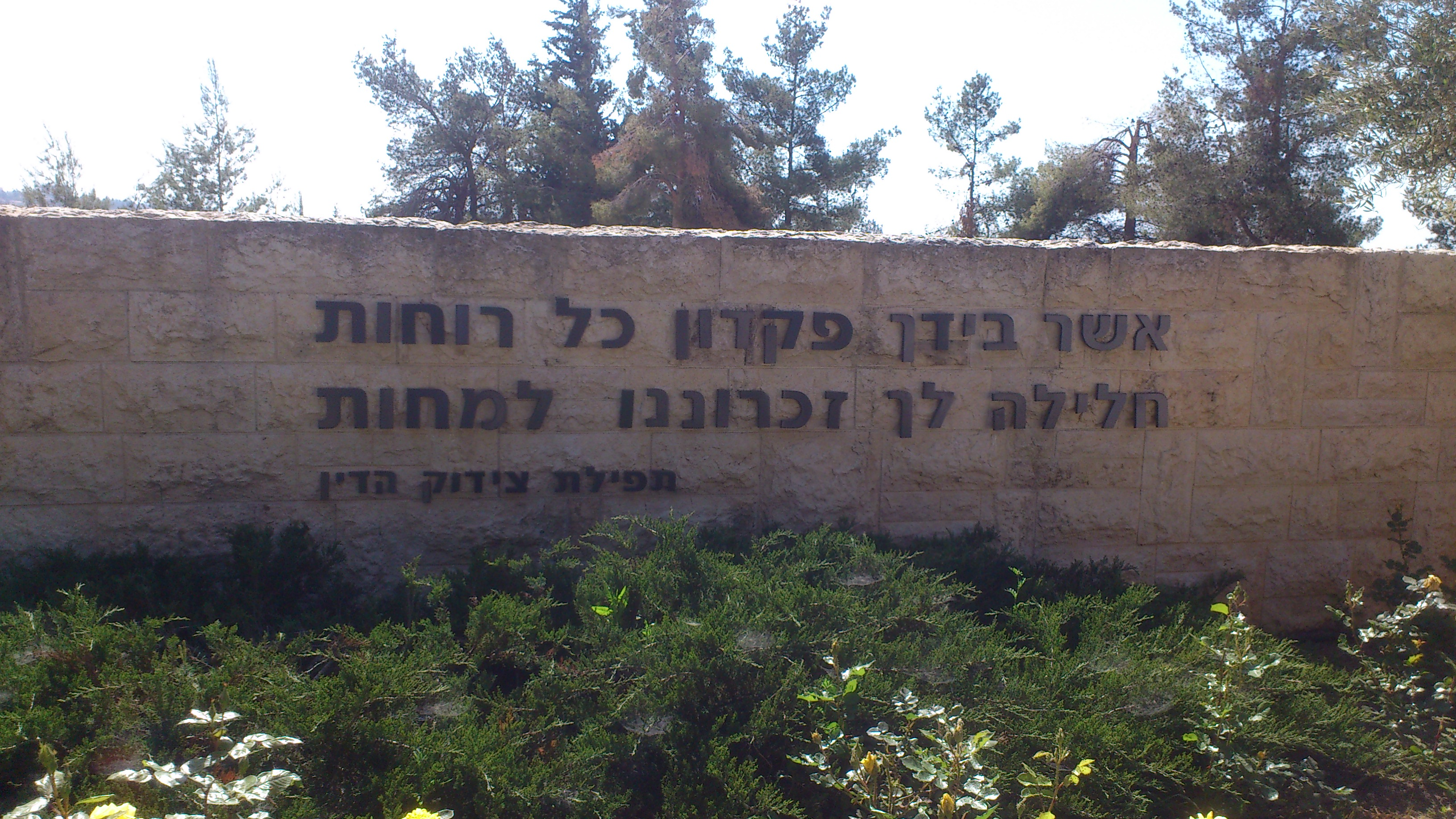
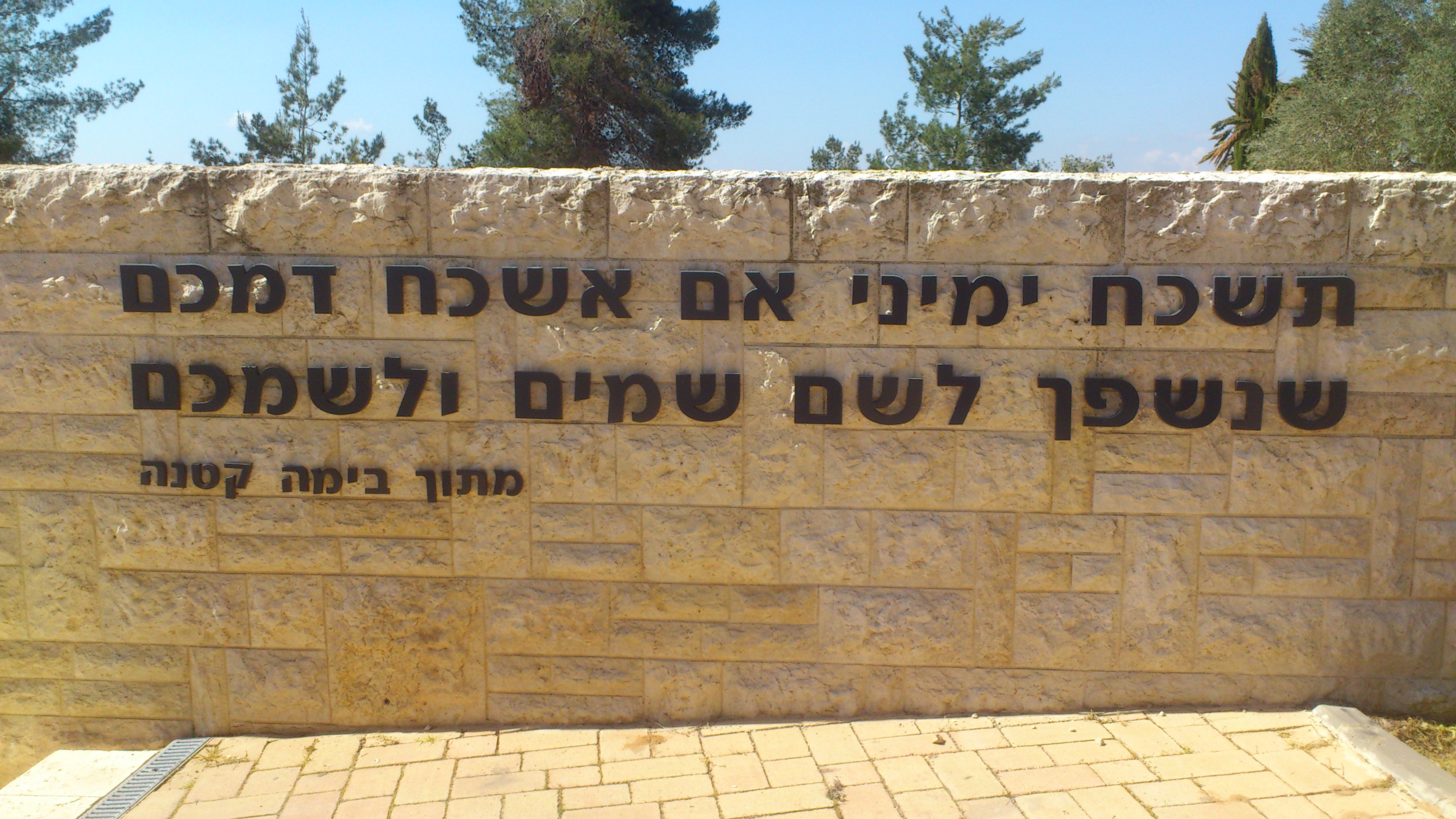
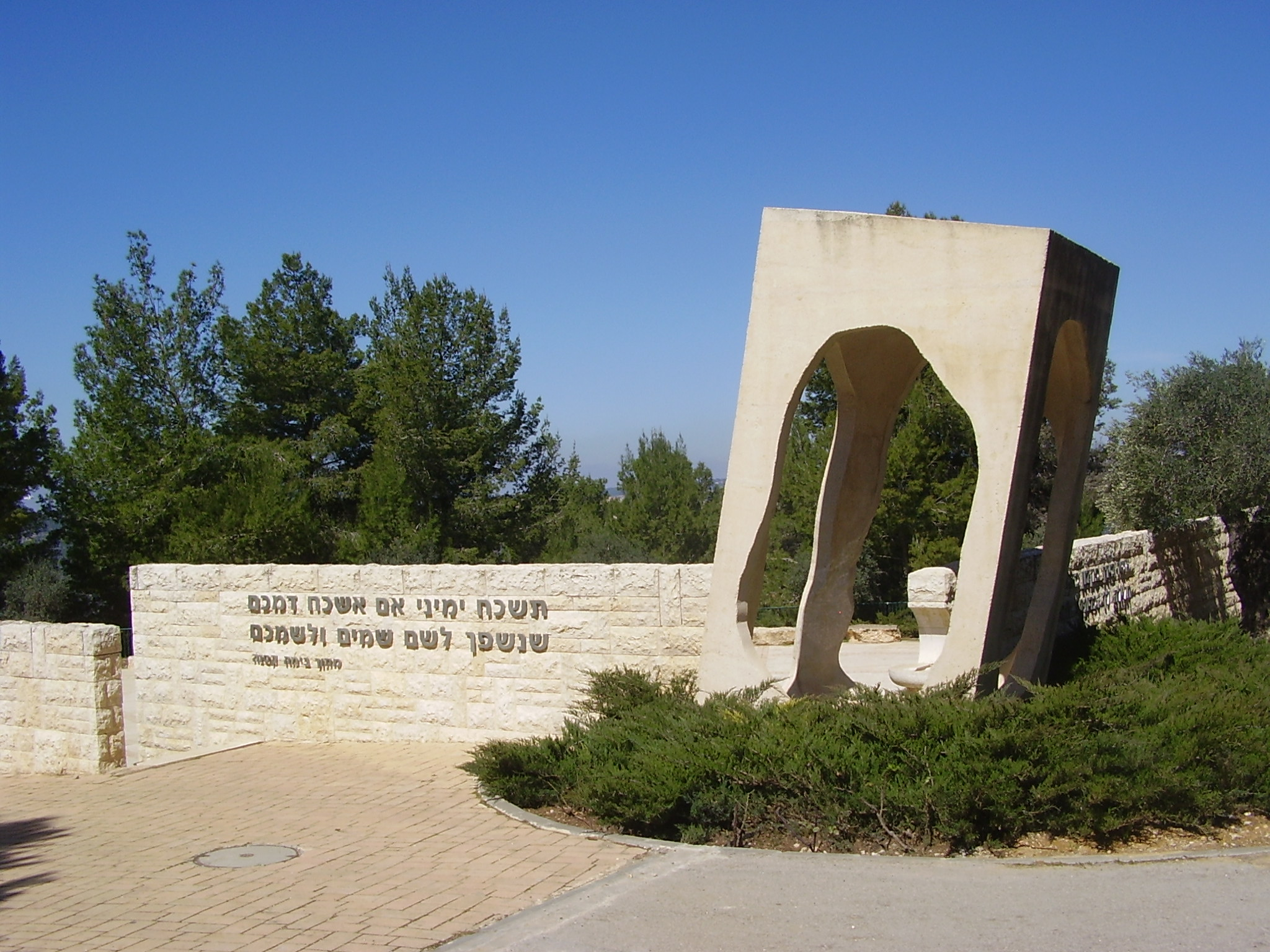
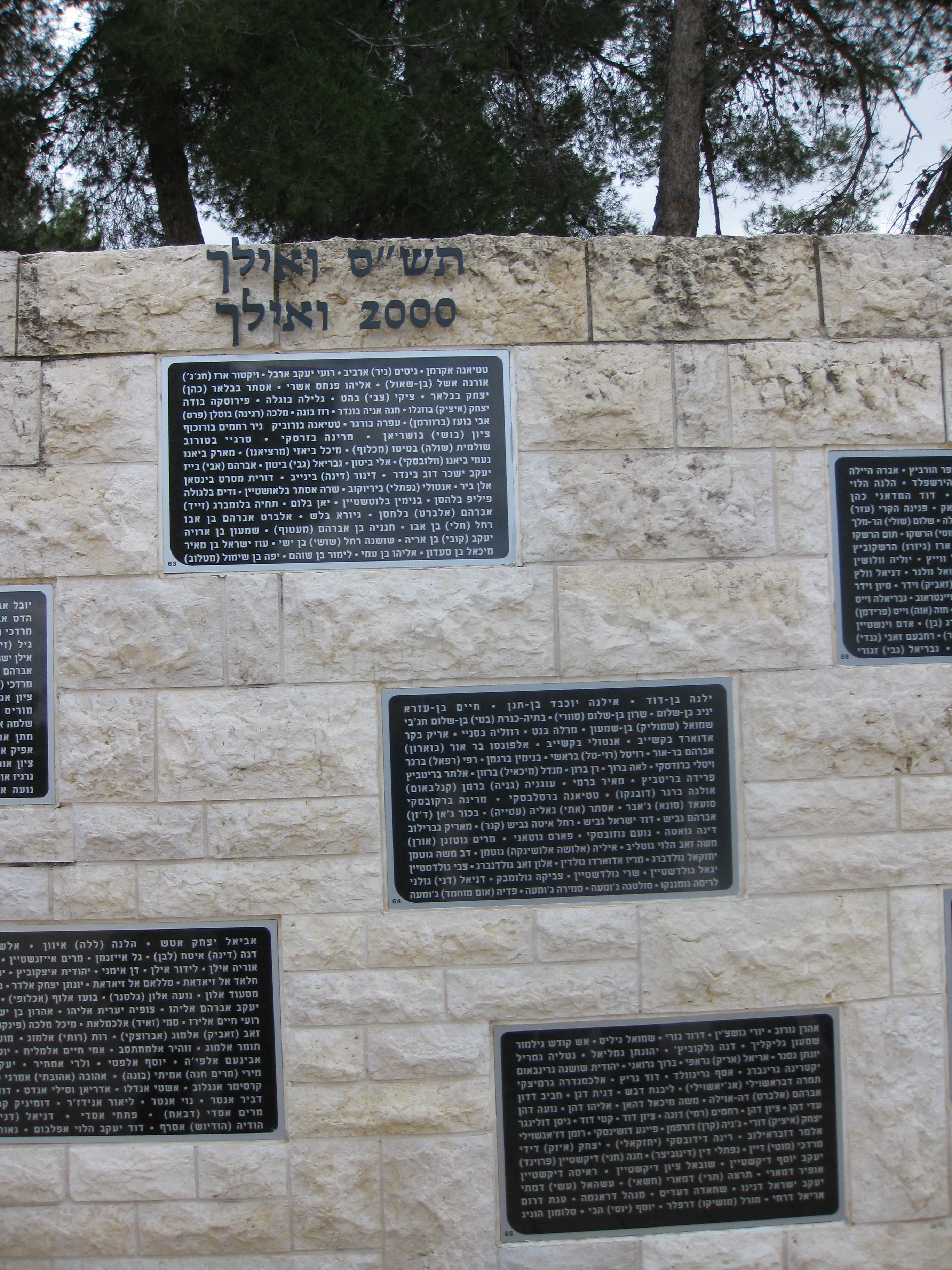